# 2. Westphälisches Husaren-Regiment

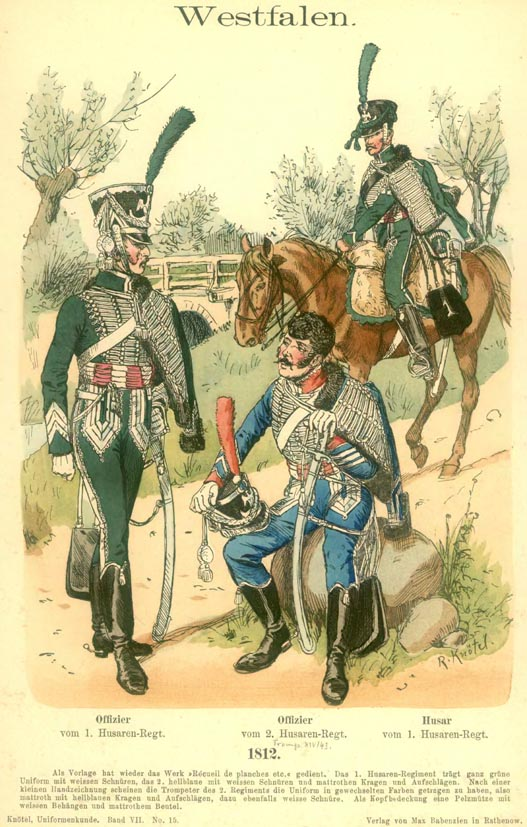
2. westfälisches Husaren-Regiment, Offizier um 1812 (nach Knoetel)

Das 2. (königlich) westphälische Husaren-Regiment war ein Kavallerieverband der Armee des Satellitenstaates Königreich Westphalen in der Zeit der Napoleonischen Kriege.

## Geschichte und Hintergrund
Das 2. kgl. westphälische Husaren-Regiment wurde um 1807 errichtet. Es teilte sich von 1808 bis 1812, unterbrochen von zahlreichen Kriegseinsätzen und öfters mit dem 1. westfälischen Kürassier-Regiment abwechselnd, die Stadt Aschersleben als Garnison mit den noch bestehenden Einrichtungen des 1806 untergegangenen altpreußischen Kürassierregiments Nr. 6. Auch verschiedene andere napoleonische Kavallerieregimenter waren zeitweilig in der Stadt einquartiert. Das zweite westphälische Husaren-Regiment unter Oberst Karl Christoph Wilhelm von Hessberg rekrutierte sich auch aus Neuanwerbungen vor Ort.
Der Oberkommandierende der übergeordneten Heeresverbände (Leichte Kavalleriebrigade zumindest in Deutschland 1809, 1810 sowie 1813; und der westfälischen Leichten Kavalleriedivision des VII. Armeekorps der Grande Armée in Russland 1812) war zumeist der General William Friedrich von Hammerstein (evtl. auch Hans Georg von Hammerstein-Equord), Spross eines Freiherrngeschlechts aus den ehemaligen aristokratischen kurhannoverschen Militärkader-Familien (siehe auch: Reiter-Rgt. v. Hammerstein, 1759).
Nach dem Russlandfeldzug 1812 und einer Neuformierung im Jahr 1813, ausgehend von nur 40 Überlebenden, lief das Regiment unter General William Friedrich von Hammerstein zur Österreichisch-Deutschen Legion über.

## Bekannte Regimentsmitglieder
- Friedrich Klinkhardt: geb. 1788, gelernter Musiker, lebte bis 1808 in der Nähe von Aschersleben, spielte aber auch gelegentlich in Quedlinburg, wo er 1808 ein Engagement erhielt. Bald wurde er aufgefordert, in westphälische Dienste zu treten, wie er in seinen Erinnerungen (Feldzugs-Erinnerungen des Königlich Westfälischen Musikmeisters Friedrich Klinkhardt aus den Jahren 1812–1815[2]) beschreibt:

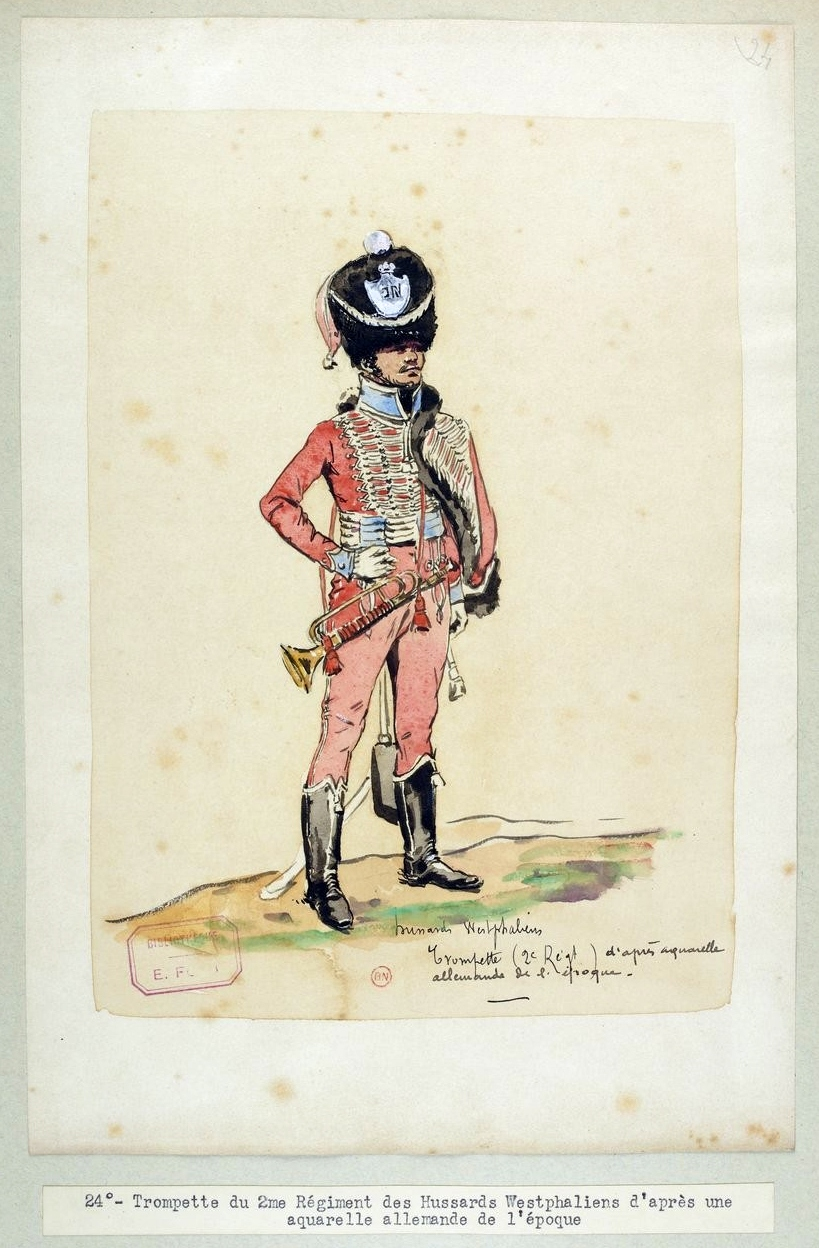
Trompeter des Regiments, um 1810 (Aquarell v. Ernest Fort, ca. 1910)

.... am 3. Januar 1810 wurde ich aus dem Schlaf gerüttelt und mir mitgeteilt, daß ein Husar in blauer Uniform mich zu sprechen wünsche und mir einen Brief mitzugeben habe. ... Der Husar, ein Quedlinburger Kind, namens Littge, stand als Wachtmeister beim 2. westfälischen Husaren-Regiment und hatte schon die Feldzüge in Spanien hinter sich. Der Brief enthielt die militärisch kurz abgefaßte Anfrage, ob ich geneigt sei, die Direktion des Musikkorps im genannten Husaren-Regiment zu übernehmen... Unterzeichnet war das Schreiben von dem Obersten von Heßberg (Karl Christoph Wilhelm v. Heßberg; andere Schreibweise: Hessberg) in Aschersleben und datiert vom 3. Januar 1810. ... Bereits am anderen Tage erhielt ich indessen schon die Antwort des Obersten, der mir kurzweg erklärte, daß ich jedenfalls mit meinem Prinzipal Rücksprache genommen habe, der mich aus Eigennutz zurückhalten wolle und mir jedenfalls auch die gestrige (ablehnende) Antwort diktiert habe. Ich solle kein Tor sein und dem wohlgemeinten Rate des Obersten folgen. Auf alle Fälle möge ich ihn aber in Aschersleben besuchen. ... Als ich nun am folgenden Tage stolz in der königlichen Post vor dem Hause des Obersten vorfuhr, erlitt meine Zuversicht einen ziemlichen Stoß, als mich die Schildwache gewaltig andonnerte. ... Herr von Heßberg empfing mich sehr freundlich und sprach seine Verwunderung aus, wie ich mich überhaupt noch besinnen könne, sein so vorteilhaftes Anerbieten nicht ohne weiteres anzunehmen...
...Unsere weiteren Verhandlungen wurden durch den Eintritt des Majors von Gautsch (Gotsch?) unterbrochen, den unser Flötenspiel herbeigelockt hatte. Dieser sprach gleichfalls seine Anerkennung über mein Spiel aus, und wir setzten uns alsdann zum Frühstück nieder. Nach Beendigung dieses wurde ich aufgefordert, mit zur Wachtparade zu gehen, und hier wurde ich dem Offizierkorps bereits als neuer Musikdirektor vorgestellt. Alle meine Versuche, mich seitwärts in die Büsche zu schlagen, waren vergebens; die Offiziere bestürmten ... mit Bitten, beim Regiment zu bleiben, und schließlich erklärte mir Herr von Heßberg, ich sei sein Gast, müsse bei ihm dinieren, und am Abend würde er die Trompeter des Husaren-Regiments zu einer Probe antreten lassen, bei welcher Gelegenheit ich die tüchtigsten Leute für das Musikkorps auswählen möge. Bei der Tafel fanden sich Generalmajor von Hammerstein (...), sechs bis acht Rittmeister und der Adjutant-Major von der Malsburg ein und man überhäufte mich mit Ehren dermaßen, daß ich richtig bei aufgehobener Tafel den Kontrakt unterschrieb. Nur ein Leutnant Schwenke, gebürtig aus Einbeck, eines Pastors Sohn, warnte mich...
1812 ging Klinkhardt mit dem Regiment nach Russland. Beim Rückzug hatte er das große Glück, vom Regimentskommandeur, Oberst Karl von Hessberg, am 20. Oktober nach Aschersleben vorausgeschickt zu werden, um dort das Musikkorps neu zu organisieren. Nach einer Unterbrechung wegen Krankheit folgte Klinkhardt den Resten des Regiments und gelangte im Frühjahr 1813 nach Aschersleben, wo aus dem Stamm von etwa 40 aus Russland heimgekehrten Husaren das Regiment neu formiert wurde. Klinkhardt gelang es, mit zwölf Mann wieder ein Musikkorps zu bilden. Da er aber erneut erkrankte, konnte er mit dem Regiment nicht wieder ins Feld rücken (das Regiment ging unter Führung des Generals von Hammerstein zu den Österreichern über).
- Eduard Rüppell (auch: Rüppel), 1792 als Sohn eines landgräflich-hessischen Regierungsrates geboren. Er besuchte die 1808 errichtete Militärschule in Braunschweig und wurde 1810, mit 18 Jahren, Unterleutnant im neu errichteten 2. westphälischen Husarenregiment, das in Aschersleben stationiert war. Mit diesem Regiment ging er 1812 in den russischen Feldzug.

- Heinrich Camin war als Unteroffizier des 2. westphälischen Husarenregiments in Aschersleben stationiert, als seine Einheit Mitte April 1812 zum Russlandfeldzug abkommandiert wurde. Bekannt wurde Camin durch einen von ihm verfassten Bericht über seine Teilnahme am Russlandfeldzug Napoleons.

- Andere:
  - Oberst Karl Christoph Wilhelm von Hessberg, Kommandeur 1810–1812
  - Wachtmeister Littge (Quedlinburg), 1810
  - Major von Gautsch (Gotsch?), 1810
  - Adjutant-Major Ernst Friedrich Georg Otto Freiherr von der Malsburg, 1810
  - Leutnant Schwenke (Einbeck), 1810
  - Major von Pentz, Kommandeur 1813

## Garnison, Feldzüge und Verbandszugehörigkeit
Die folgende Liste ist unvollständig und gründet sich nur auf die hier aufgeführten Garnisonsdaten und überprüfte Daten für Feldzüge.
- 1807: Errichtung
- 1808: Teilnahme am Spanienfeldzug
- März 1809: Garnison in Aschersleben
- 1809: Teilnahme am Spanienfeldzug
- Januar 1810: Garnison in Aschersleben
- April bis November 1811: Garnison in Aschersleben
- März 1812: Leichte Kavalleriebrigade[3] (Kommandeur, Generalmajor von Hammerstein):
  - 1st Hus., 4 sq. (Oberst Ferdinand Karl von Zandt)
  - 2nd Hus., 4 sq. (Oberst von Karl Christoph Wilhelm von Hessberg)

- Mitte April 1812: Ausrücken nach Russland

- 19. August 1812 Schlacht bei Walutina Gora/Lubino: Einsatz u. a. gegen die russischen Husarenregimenter „Achtyrka“ und „Sum“ sowie Baschkiren und Kalmücken

- Am 7. September 1812 Teilnahme an der Schlacht bei Borodino im VII. Armeecorps (Kommandeur: Général de division Junot) in der Leichten Kavallerie-Division (Generalmajor von Hammerstein):
  - Leichte Kavalleriebrigade: Generalmajor von Hammerstein (Westf. 1. Hus. [4 sq.], Westf. 2. Hus.[4 sq.])
  - Leichte Kavalleriebrigade: Géneral de brigade Wolf (Westf. Garde-Chevauxlegeres [4 sq.])

- Frühjahr 1813 in Aschersleben, Neuformierung aus etwa 40 aus Russland heimgekehrten Husaren

- 23. August 1813 nach Ablauf des Waffenstillstands tritt das Regiment unter Major von Penz, zusammen mit dem ersten Husarenregiment, angeführt von General Hammerstein, von Reichenberg aus zu den Österreichern über.
- Teil der 1813 in Böhmen gebildeten „Österreichisch-Deutschen Legion“.[4] Mit einer Brigade über die Schweiz nach Frankreich verlegt.
- 20. März 1814 Angriff auf Lyon.

## Uniform
Die Uniform und Ausrüstung folgten dem französischen Vorbild. Grundfarbe von Hose, Jacke und Dolman war hellblau, jeweils mit weißen Schnüren. Die Abzeichenfarbe war mattrot mit weißer Paspelierung. Um den Bauch wurde eine rot-weiße Husarenschärpe getragen. Der Tschakobeschlag aus Weißmetall zeigte den napoleonischen Adler. Darüber befand sich die dunkelblau-weiße westfälische Kokarde und ein roter Pompom (bei Offizieren weiß), auf den ein roter Federstutz eingesteckt werden konnte. Der Tschako der Offiziere hatte oben eine silberne Borte. Trompeter ritten graue Pferde und trugen schwarze Pelzmützen mit weiß paspeliertem, mattrotem Stoffbeutel, weißen Behängen und mit weißen Federstutz über dem roten Pompon. Bei ihnen war die Farbfolge exakt umgekehrt (mattrote Grundfarbe, hellblaue Vorstöße), die Schnüre waren aber ebenfalls weiß. Bei Mannschaften und Musikern war ein Ungarisches Knoten-Muster auf dem Oberschenkel, bei Offizieren ein winkelförmiges in Silber. Um 1813 wurden rote Überhosen mit silberweißem Randstreifen ohne Seitenknöpfe und Pelzspenzer mit nur 5 Reihen Schnüren getragen. Das Emblem auf der schwarzen Säbeltasche war, bei beiden westfälischen Husarenregimentern, einfach die Regimentsnummer aus Weißmetall.